# Johnny Paycheck
Johnny Paycheck, artiestennaam van Donald Eugene Lytle (Greenfield (Ohio), 31 mei 1938 - Nashville (Tennessee), 19 februari 2003), was een Amerikaans countryzanger, gitarist en singer-songwriter. Hij werd bekend in 1977 met zijn bewerking van het country-nummer Take This Job and Shove It door David Allan Coe.
Paycheck was een tijdgenoot van Willie Nelson, Merle Haggard en Waylon Jennings en lag daardoor mee aan de basis van het grote succes van de stroming "Outlaw Movement" in de jaren zeventig. Hij scoorde nationaal tientallen country-hits met vaak donker of negatief getinte songs zoals I'm The Only Hell (Mama Ever Raised), Pardon Me (I've Got Someone To Kill) en It Won't Be Long (and I'll Be Hating You).

## Levensloop
Paycheck diende twee jaar in de Amerikaanse marine. Hij verhuisde naar Nashville in de staat Tennessee, en speelde bas- en akoestische gitaar voor artiesten als Porter Wagoner, Faron Young, Ray Price en vooral George Jones. Hij maakte verschillende platen met Jones, zong tenor op I’m A People en de singles Love Bug en The Race Is On. Aanvankelijk produceerde en schreef hij rockabilly als "Donny Young", waarmee hij begon in 1959. Zo bracht hij het nummer Shakin’ The Blues uit, geschreven door zijn vriend George Jones, en zong vervolgens country bij Mercury Records, toen hij onder meer het nummer On Second Thoughts schreef onder dit pseudoniem.
De artiestennaam "Johnny Paycheck" was initieel een parodie op de reeds succesvolle Johnny Cash, maar het idee voor de naam zelf was afgeleid van een bokser die in 1940 door zwaargewichtbokser Joe Louis werd K.O. geslagen in twee rondes en die dicht bij de Poolse familienaam van deze bokser stond. Inmiddels had Lytle de stijl van vriend en mentor George Jones overgenomen en scoorde hij bescheiden countryhits met A-11 en Heartbreak, Tennessee. Als songwriter had Paycheck zijn eerste hits voor artiesten als Tammy Wynette, met name Apartment No. 9, en Touch My Heart van Ray Price.
Paycheck richtte zijn eigen platenlabel, Little Darlin ’Records, op met producer Aubrey Mayhew in 1966 en scoorde zelf enkele countryhits met The Lovin ’Machine, een bewerking van Bobby Bare's compositie Motel Time Again en Don’t Monkey With Another Monkey’s Monkey. Paychecks zogenaamd (eerste) live-album opgenomen in de Carnegie Hall, werd feitelijk opgenomen in een studio op 1 april 1966.
Paycheck was alcoholist, waardoor zijn label uiteindelijk failliet ging en hij werd gearresteerd wegens inbraak. Hij verhuisde begin jaren zeventig naar Los Angeles, levend van mond-tot-mondreclame, en besteedde het weinige geld dat hij in zijn bezit had aan drank of drugs. Producent Billy Sherrill redde hem van een voortijdige ondergang. Paycheck had vervolgens een enorme hit met Don't Take her, She's All I Got in 1971. Daarna verschenen de nummers Someone To Give My Love To, Mr. Lovemaker en Song And Dance Man . Paycheck had nadien ook succes in de Amerikaanse hitparades na een duet met Jody Miller, getiteld Let’s All Go Down To The River. Verdere problemen leidden tot een faillissement en een vaderschapstest in 1976. In 1977, op het absolute hoogtepunt van outlaw, scoorde Paycheck zijn grootste country-hit met een cover van het folkloristisch nummer van David Allan Coe als ode aan de arbeiders, Take This Job And Shove It, maar ook de B-kant, Colorado Cool-Aid, was erg succesvol.
De losbandige levensstijl van Paycheck is vakkundig weerspiegeld in songs als Me And The I.R.S., D.O.A. (Drunk On Arrival) en 11 Months And 29 Days. Dat laatste was een verwijzing naar wat zijn straf was voor het geven van een vervalste cheque in een hotel. Een rechtszaak met zijn manager volgde, waarna zijn goede vrienden George Jones en Merle Haggard met hem samenwerkten. In 1981, nadat hij na een concert terugging naar het huis van een vrouw, werd hij gearresteerd wegens vermeende verkrachting van haar 12-jarige dochter. De aanklachten tegen Paycheck werden echter ingetrokken - hij kreeg slechts een boete en een voorwaardelijke gevangenisstraf. Bovendien werd hij door zijn platenlabel Epic Records aan zijn lot overgelaten, hoewel hij altijd heeft volgehouden: "Ik liet ze vallen. Ik kon de terugstekende stank daar niet meer uitstaan."
In 1985 bracht Paycheck zijn grote hit Pardon Me (I've Got Someone To Kill) uit 1966 werkelijk ten uitvoer. Na een ruzie met een vreemde man in een saloon, schoot hij de man in het hoofd. In afwachting van zijn proces, beweerde Paycheck dat hij het pistool nodig had omdat hij emfyseem had en dus niet fysiek kon vechten. Hij werd in 1989 veroordeeld tot een effectieve gevangenisstraf voor moord. In 1991 werd zijn toegekende straf echter omgezet in een werkstraf. PayCheck (let op de nieuwe spelling) had nog een succesje met het nummer The Last Outlaw’s Alive And Doing Well, waarin hij refereerde naar zijn "houdbaarheid" als country-artiest. Verschillende artiesten gaven hem hun steun tijdens een eerbetoon en in 1997 trad Paycheck toe tot de cast van het muziekprogramma Grand Ole Opry.
Het volgende jaar werd hij ernstig ziek door complicaties met diabetes en emfyseem, en ondanks een relatief gunstige herstelperiode kwamen er geen nieuwe opnames meer. Paycheck stierf op 64-jarige leeftijd in zijn slaap.

## Discografie

### Albums
| Jaar | Album                                                      | Label                       | Noot                         |
| ---- | ---------------------------------------------------------- | --------------------------- | ---------------------------- |
| 1966 | Johnny Paycheck at Carnegie Hall                           | Little Darlin'              | niet live, maar studio-album |
| 1966 | The Lovin' Machine                                         | Little Darlin'              |                              |
| 1967 | Country Soul                                               | Little Darlin'              |                              |
| 1967 | Gospel Time in My Fashion                                  | Little Darlin'              |                              |
| 1967 | Jukebox Charlie and Other Songs That Make the Jukebox Play | Little Darlin'              |                              |
| 1969 | Wherever You Are                                           | Little Darlin'              |                              |
| 1970 | Again                                                      | Certron                     |                              |
| 1971 | She's All I Got                                            | eOne/Koch                   |                              |
| 1972 | Someone To Give My Love To                                 | Epic Records                |                              |
| 1972 | Somebody Loves Me                                          | Epic Records                |                              |
| 1973 | Mr. Lovemaker                                              | Richmond                    |                              |
| 1974 | Country Spotlight                                          | K-Tel Distribution          |                              |
| 1976 | 11 Months And 29 Days                                      | Epic Records                |                              |
| 1977 | Slide Off of Your Satin Sheets                             | Epic Records                |                              |
| 1978 | Armed and Crazy                                            | Epic Records                |                              |
| 1978 | Take This Job and Shove It                                 | Epic Records                |                              |
| 1979 | Bars, Booze & Blondes                                      | Little Darlin'              |                              |
| 1980 | Everybody's Got a Family, Meet Mine                        | Epic Records                |                              |
| 1980 | Double Trouble                                             | Razor & Tie                 |                              |
| 1980 | New York Town                                              | Epic Records                |                              |
| 1981 | Mr. Hag Told My Story                                      | Koch/Koch International     |                              |
| 1982 | Extra Special                                              | Accord                      |                              |
| 1982 | Lovers and Losers                                          | Barclay                     |                              |
| 1984 | Back on the Job                                            | Epic Records/Legacy Records |                              |
| 1984 | I Don't Need to Know That Right Now                        | Allegiance Records          |                              |
| 1986 | Hell Raisers                                               | CBS Records                 |                              |
| 1987 | Modern Times                                               | Mercury Records             |                              |
| 1993 | Live In Branson, MO, USA                                   | Laserlight                  | Live-album                   |
| 1995 | Difference in Me                                           | Playback Records            |                              |
| 1996 | Sings George Jones                                         | K-Tel Distribution          |                              |
| 1996 | I'm a Survivor                                             | Sterling                    |                              |
| 1996 | The Real Mr. Heartache: The Little Darlin' Years           | Country Music Foundation    | Compilatie                   |
| 1999 | Live at Gilley's                                           | Q Records/Atlantic Records  | Live-album                   |
| 2001 | Survivor                                                   | Hitman Records              |                              |
| 2002 | Tribute to George Jones                                    | K-Tel Distribution          |                              |

## Trivia
- Het nummer It Won't Be Long (and I'll Be Hating You), door Paycheck uitgebracht op het compilatie-album The Real Mr. Heartache: The Little Darlin' Years in 1996, werd in 2013 toegevoegd aan de soundtrack van het computerspel Grand Theft Auto V. Het nummer is te horen op het radiostation Rebel Radio.

- Bibliothèque nationale de France: cb138983117 (data)
- Gemeinsame Normdatei: 134481674
- International Standard Name Identifier: 0000 0000 6308 7570
- Library of Congress Control Number: n91117119
- MusicBrainz: fae7b17e-03e9-44ea-9734-f4ed92246f9f
- Nationale Bibliotheek van Tsjechië: mzk20211098450
- SNAC: w6611gdk
- Virtual International Authority File: 1079149235084176690002